# Nagybár
Nagybár (románul Baru) község Romániában, Erdélyben, Hunyad megyében.

## Fekvése
Hátszegtől délkeletre, a Sztrigy partján, Kisbár és Petrosz közt fekvő település.

## Története
Nagybár (Bár) nevét 1453-ban említette először oklevél Baar néven. 1501-ben Nagbar, 1508-ban p. Nagh Baar néven írták. 1508-ból ismerjük birtokosait is. Ekkor a Nagybári, Szálláspataki Szerecsen és Szentgyörgyi, Borbátvízi, Borbátvízi Oláh, Kendefi és Kenderesi családok voltak birtokosai.
1910-ben 518 lakosából 411 román, 47 olasz, 43 magyar, 14 német volt. Ebből 386 görögkatolikus, 71 római katolikus, 24 görögkeleti ortodox volt.
1916 szeptemberében az Erich von Falkenhayn vezette német-osztrák-magyar csapatok a falu határában vívott csatában legyőzték a román hadsereget.
A trianoni békeszerződéselőtt Hunyad vármegye Puji járásához tartozott.

## Nevezetességek
18. századi temploma a romániai műemlékek jegyzékében a HD-II-m-A-03242 sorszámon szerepel.